# 嘉承
嘉承（1106年5月13日~1108年9月9日）是日本的年號之一。使用這個年號的天皇是堀河天皇與鳥羽天皇，由白河上皇實施院政。

## 改元
- 長治三年四月九日（1106年5月13日）改元嘉承。
- 嘉承三年八月三日（1108年9月9日）改元天仁。

## 出處
- 《漢書·禮樂志·安世房中歌》：「皇皇鴻明，蕩侯休德。嘉承天和，伊樂厥福。在樂不荒，惟民之則。」

## 紀年、西曆、干支對照表
| 嘉承 | 元年   | 二年   | 三年   |
| 公元 | 1106年 | 1107年 | 1108年 |
| 干支 | 丙戌   | 丁亥   | 戊子   |